# Stadtbahnwagen Typ B
Die Stadtbahnwagen B (kurz B-Wagen) sind normalspurige Hochflur-Stadtbahnfahrzeuge, von denen zwischen 1973 und 2002 insgesamt knapp 520 Exemplare hergestellt wurden, die auf verschiedenen Stadtbahn-Netzen in Nordrhein-Westfalen sowie Bursa zum Einsatz kommen.
Entwickelt wurden die Gelenkwagen von der Düsseldorfer Waggonfabrik DUEWAG, die auch den größten Teil baute. Im Allgemeinen handelt es sich dabei um 2,65 Meter breite und 28 Meter lange zweiteilige Fahrzeuge auf drei Drehgestellen mit insgesamt sechs Achsen. Einige Fahrzeuge in Dortmund wurden mit zusätzlichen Mittelteilen verlängert, diese Fahrzeuge laufen auf vier Drehgestellen mit insgesamt acht Achsen und weisen eine Länge von 38 Metern auf.

## Entwicklung
Ende der 1960er Jahre plante man, ein Stadtbahnnetz Rhein-Ruhr zwischen Düsseldorf und Dortmund aufzubauen. Als einheitliche Fahrzeugbauart war der Stadtbahnwagen A vorgesehen, der als kurzgekuppelter Doppeltriebwagen geplant war. Die Versorgung mit Fahrstrom sollte über eine seitliche Stromschiene erfolgen. Aber auch eine Version für den Oberleitungseinsatz sowie mit Klapptrittstufen für den Vorlaufbetrieb wurde diskutiert.
Mit der Stadtbahn Köln bzw. Stadtbahn Bonn sollte ein eigenes Stadtbahnnetz entstehen. Dabei gab es zwei Besonderheiten: Die Stadtbahn sollte zwischen Köln und Bonn das Streckennetz der Köln-Bonner Eisenbahnen (KBE) benutzen, deshalb mussten die Triebwagen als Eisenbahnfahrzeuge nach der Eisenbahn-Bau- und Betriebsordnung (EBO) zugelassen werden. In der Kölner Innenstadt war bereits ein Tunnel mit engen Bogenradien für die Straßenbahn gebaut worden, den auch die Stadtbahn benutzen sollte. Bund und Land weigerten sich damals, sich an der Finanzierung zu beteiligen, weil dort die geforderten Trassierungselemente der Stadtbahn Rhein-Ruhr für den Betrieb der A-Wagen nicht eingehalten wurden.

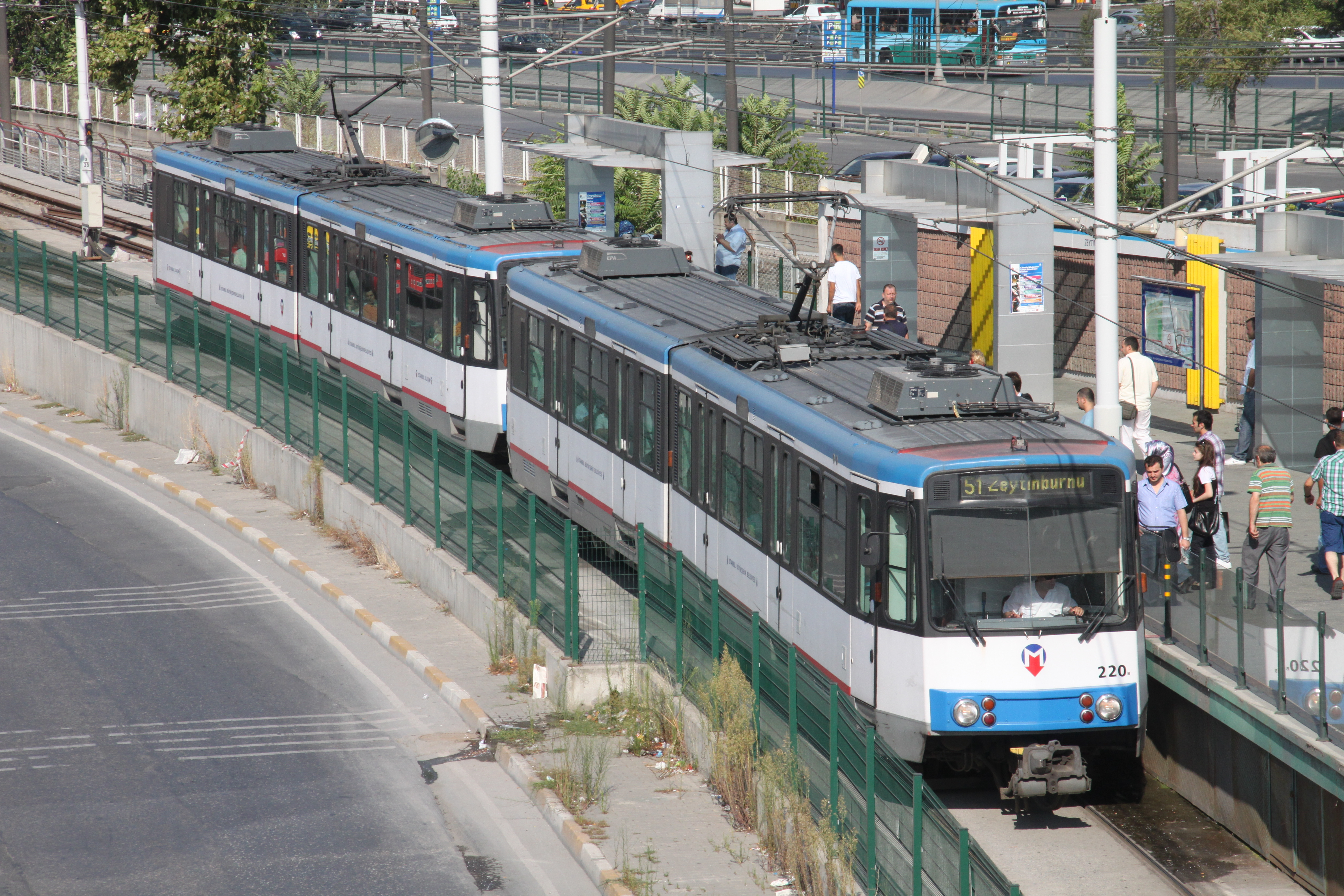
Ein ehemaliger Kölner B100S in Istanbul

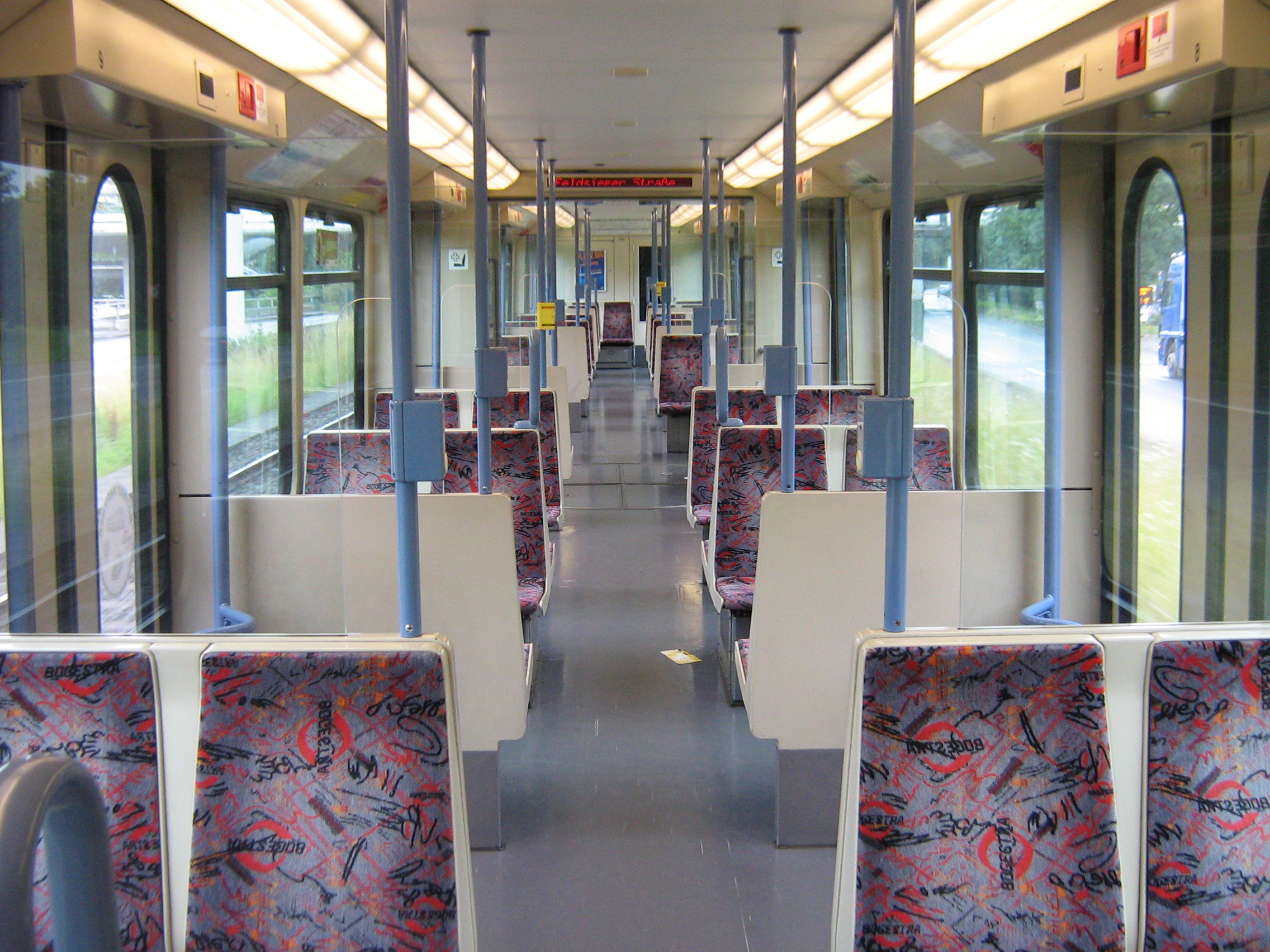
Bochumer B80D von innen

Da der Stadtbahnwagen A an letzterer Bedingung scheiterte, wurde eine eigene Bauart geplant, die Stadtbahnwagen B genannt wurde. Drei Prototypen (zwei für Köln, einer für Bonn) wurden 1973 ausgeliefert. Für das Stadtbahnnetz Rhein-Ruhr wurden schließlich die Stadtbahnwagen B als Provisorium übernommen und zuerst in Essen ab 1977 eingesetzt. Der Typ A wurde für die Stadtbahnen an Rhein und Ruhr nie gebaut. Eine Version mit an den geplanten A-Wagen angelehnten Parametern wurde ab 1981 für die Stadtbahn Stuttgart unter der Bezeichnung DT 8 verwirklicht.
Die Kölner und Essener Wagen hatten dabei die rot/weiße „NRW-Lackierung“ erhalten. Die Bonner Wagen waren in zwei Grüntönen lackiert worden.
Die B-Wagen wurden in mehreren Serien gebaut. Die ersten Wagen mit geknickter Frontscheibe gingen nach Köln (Serie 2000), Bonn (74xx bis 77xx) und Essen/Mülheim an der Ruhr (Serie 50xx). Zur Eröffnung der Düsseldorfer Stadtbahn 1981 wurden durch die Rheinbahn 12 Wagen des Typs B80 (4001–4012) in Stahlbauweise beschafft. Diese Fahrzeuge wiesen bereits eine ungeknickte Frontscheibe und große Zielfilmkästen sowie einen Drehstromantrieb auf. Die Höchstgeschwindigkeit betrug nur noch 80 km/h. Eine neue Version mit Aluminiumwagenkästen und veränderten Klappstufen (für ein bequemeres Einsteigen) kam ab 1984 in Düsseldorf zum Einsatz (Serien 41xx bis 42xx), teilweise mit Buffetraum (Rheinbahn-Bistro; 4101–4104). Bei diesen Fahrzeugen wurden auch die Einzeltüren hinter den Führerständen zu Gunsten eines größeren Fahrerraumes weggelassen. Bei den Fahrzeugen der Vorserie wurden die Türen nachträglich entfernt. Für Duisburg wurde ein annähernd gleicher Wagentyp geliefert, aber in Stahlbauweise (47xx). Einige waren mit einem Speiseabteil ausgerüstet. Duisburg und Düsseldorf (dort schon bei den Gelenkstraßenbahnwagen des Typs GT8S) wählten ebenfalls den Stadtbahnanstrich, allerdings in einem dunkleren Rot.
Ab 1983 beschafften Bonn (83xx und 84xx) und Köln (2100) weitere B-Serien, die in der Ausführung eher dem Duisburger Typ glichen. Eine in Köln eingesetzte Serie, die Ende der 1980er Jahre entstand, hat pro Einheit nur einen Führerstand an einem Wagenende (Serie 2200), diese Wagen verkehren nur in Doppeltraktion. Von diesem Typ lieferte die Berliner Waggon Union zehn Fahrzeuge nach Köln. Diese Lieferung wurde 1993 zu einer neuen Serie (2300) weiterentwickelt, die nun wieder zwei Führerstände aufwies. Daran angelehnte Formen der B-Wagens werden auch in Bochum und Dortmund, dort auch als achtachsige Variante mit Mittelteil, eingesetzt.
Den Stadtbahnwagen B ähnliche Versionen gibt es bei der Stadtbahn in Karlsruhe (siehe dazu auch GT6-80C, GT8-80C, GT8-100C/2S). Ebenso fahren B-Wagen in Mexiko-Stadt, Monterrey, Guadalajara. Des Weiteren kommen im Ausland Triebwagen mit B-Parametern in Lausanne (B-Kompatibilität aufgrund der Exporthoffnungen des Herstellers), London (mit Stromschiene, ein Teil verkehrt heute nach Umbau für Oberleitungsbetrieb in Essen), Newcastle upon Tyne, Pittsburgh, St. Louis, Ankara (mit Stromschiene) und Bursa/Türkei (dort Original-DUEWAG-Bauart) zum Einsatz. Einige Kölner Fahrzeuge der ersten Serie wurden 2007 nach Istanbul verkauft.

## Nachfolger
Ab 1994 wurden die B-Wagen nicht mehr weiterentwickelt. Verschiedene Hersteller bieten Fahrzeuge mit ähnlichen Parametern an, um alte Fahrzeuge zu ersetzen:
- Siemens Avenio HF
- Bombardier Flexity Swift (K5000, B-2010, HF6)
- Stadler Tango
- HeiterBlick B80D (Vamos HF); Stadtbahn Dortmund

Bislang konnte Bombardier 73 Fahrzeuge nach Köln und Bonn verkaufen, die 2002/2003 geliefert wurden. Die in Bonn ausgemusterten B-Wagen sicherten sich die Dortmunder Stadtwerke in einem internationalen Bieterwettbewerb im Jahr 2003.
Bochum bestellte 2005 sechs Stadler Tango. Entgegen der ursprünglichen Spezifikation sind diese Fahrzeuge nicht mit den vorhandenen B80D kombinierbar. Es ist allerdings geplant, deren technische Systeme durch Stadler modernisieren zu lassen. Dadurch würde nicht nur die Lebensdauer auf etwa 40 Jahre gesteigert, sondern auch die Möglichkeit geschaffen, gemischte Doppeltraktionen einzusetzen.
Die Dortmunder Stadtwerke bestellten im April 2018 26 neue Wagen des Typs B80D von HeiterBlick. Gleichzeitig werden die 64 Bestandsfahrzeuge modernisiert. Die aus Bonn übernommenen B100S wurden zeitgleich ausgemustert. Im Februar 2024 wurden weitere acht B80D bestellt.

## Modernisierungen
Bedingt durch Kürzungen bei der Fahrzeugförderung und Unzufriedenheit mit den Nachfolgebaureihen haben sowohl die Bonner als auch die Kölner Verkehrsbetriebe entschieden, mittelfristig auf Neuanschaffungen zu verzichten und stattdessen ihre ältesten B-Wagen umfassend zu modernisieren. Die Dortmunder Stadtwerke beschlossen die Modernisierung alter B-Wagen zusätzlich zu der Beschaffung neuer Wagen.

### Zweiterstellung Bonn

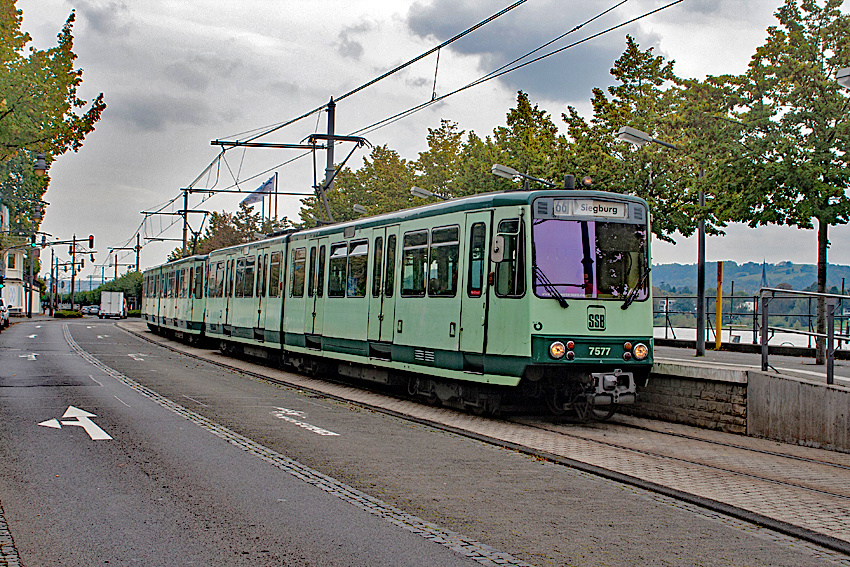
Originaler B-Wagen der SWB in Königswinter

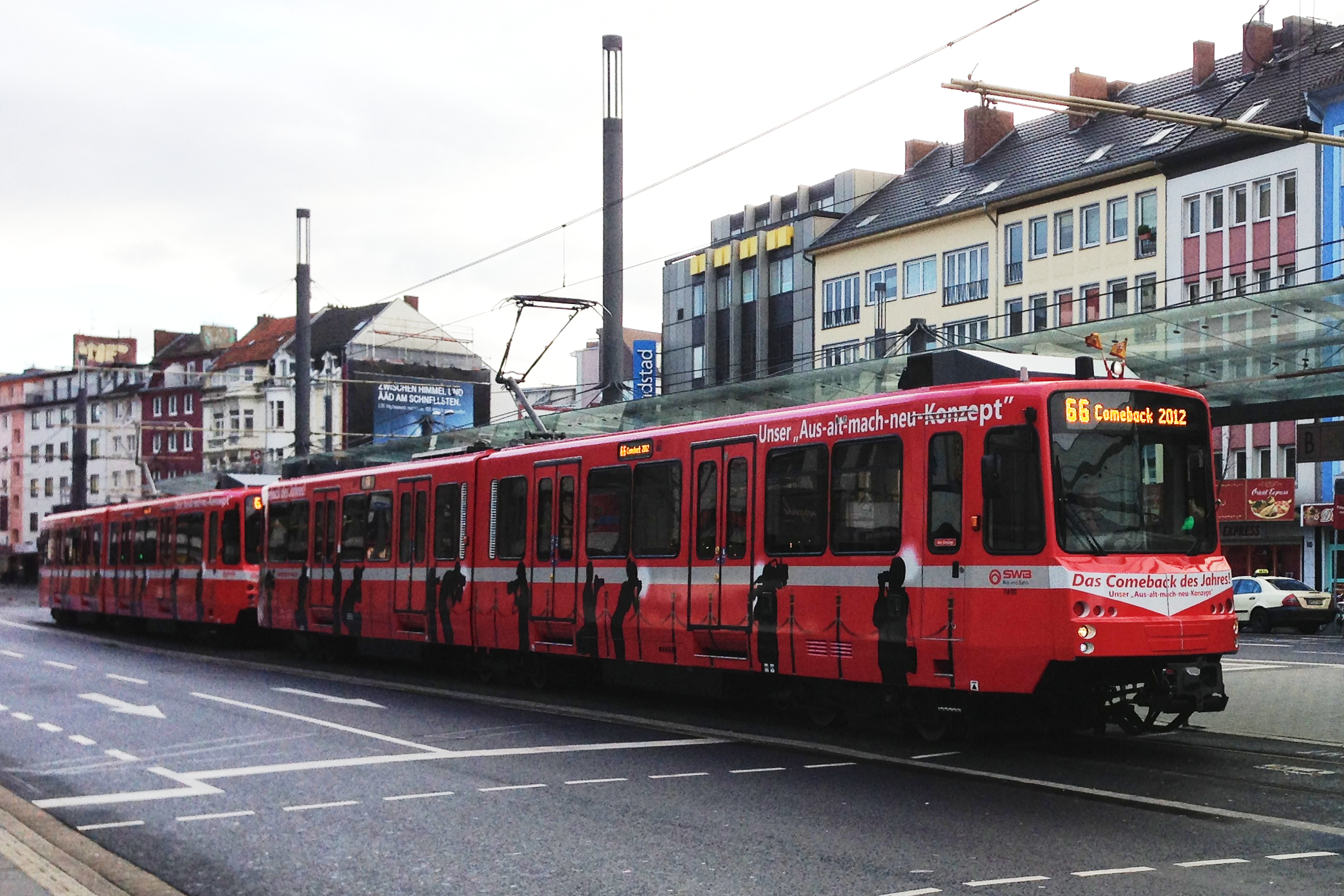
„Zweiterstellter“ B-Wagen in Bonn

Die Stadtwerke Bonn (SWB) haben 2009 mit der sogenannten „Zweiterstellung“ ihrer 25 B-Wagen der Baujahre 1974–1977, die somit für weitere 25 Betriebsjahre einsatzbereit gemacht werden sollen, begonnen. Für etwa 1,3 Mio. Euro pro Fahrzeug werden neue, rückspeisefähige Antriebe eingebaut, die Fahrerkabine vergrößert, die Fahrzeugfront und der Fahrgastraum umgestaltet. Der Prototyp sollte ursprünglich Ende 2009 fertiggestellt sein, wurde jedoch erst 2012 fertig. Seitdem erfolgt die weitere Zweiterstellung der Fahrzeuge in Beuel in Kooperation mit dem SWB-Betriebshof in Dransdorf, wo die Lackierarbeiten durchgeführt werden (Stand August 2019).

### Umbau Köln

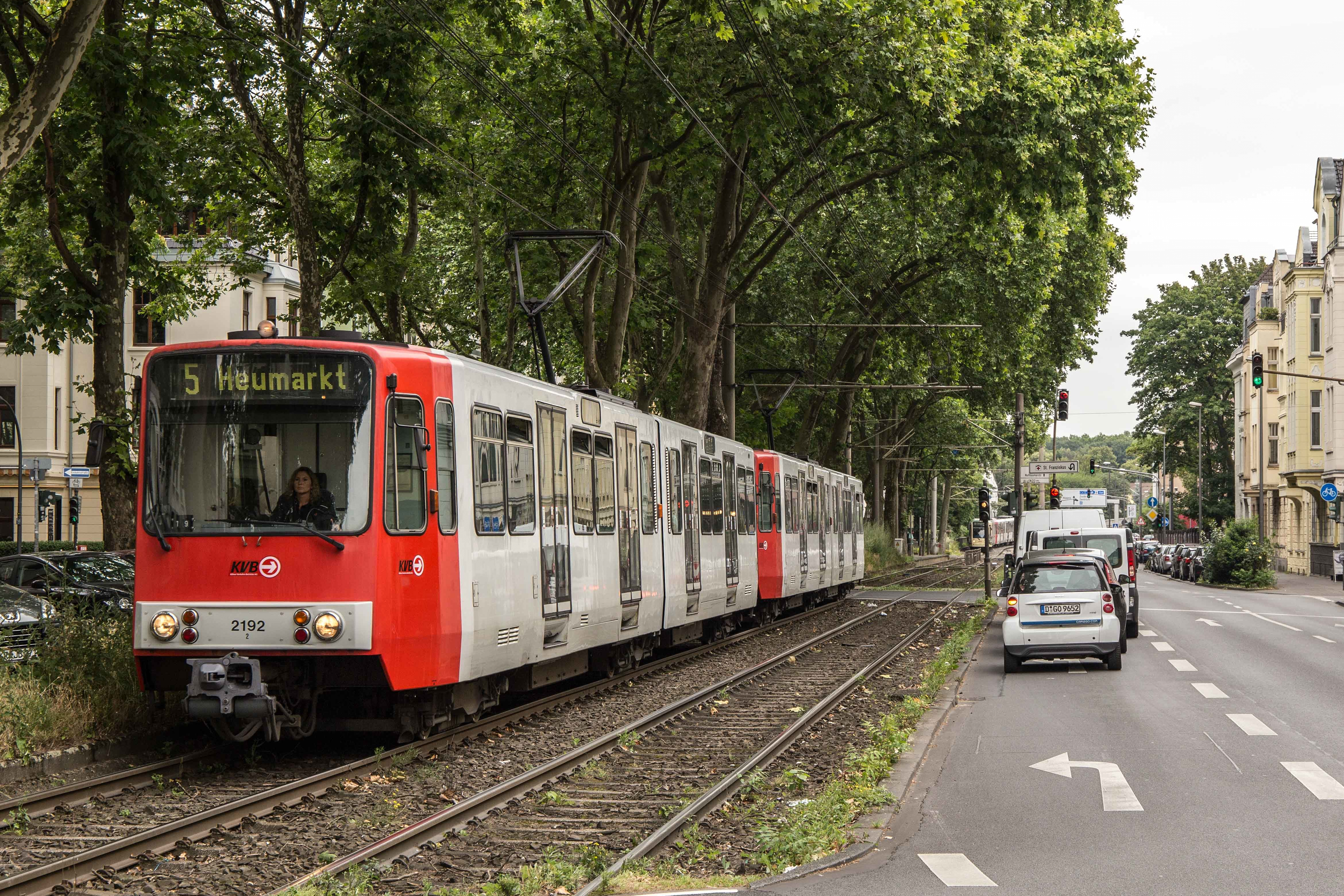
Originaler B-Wagen in Köln

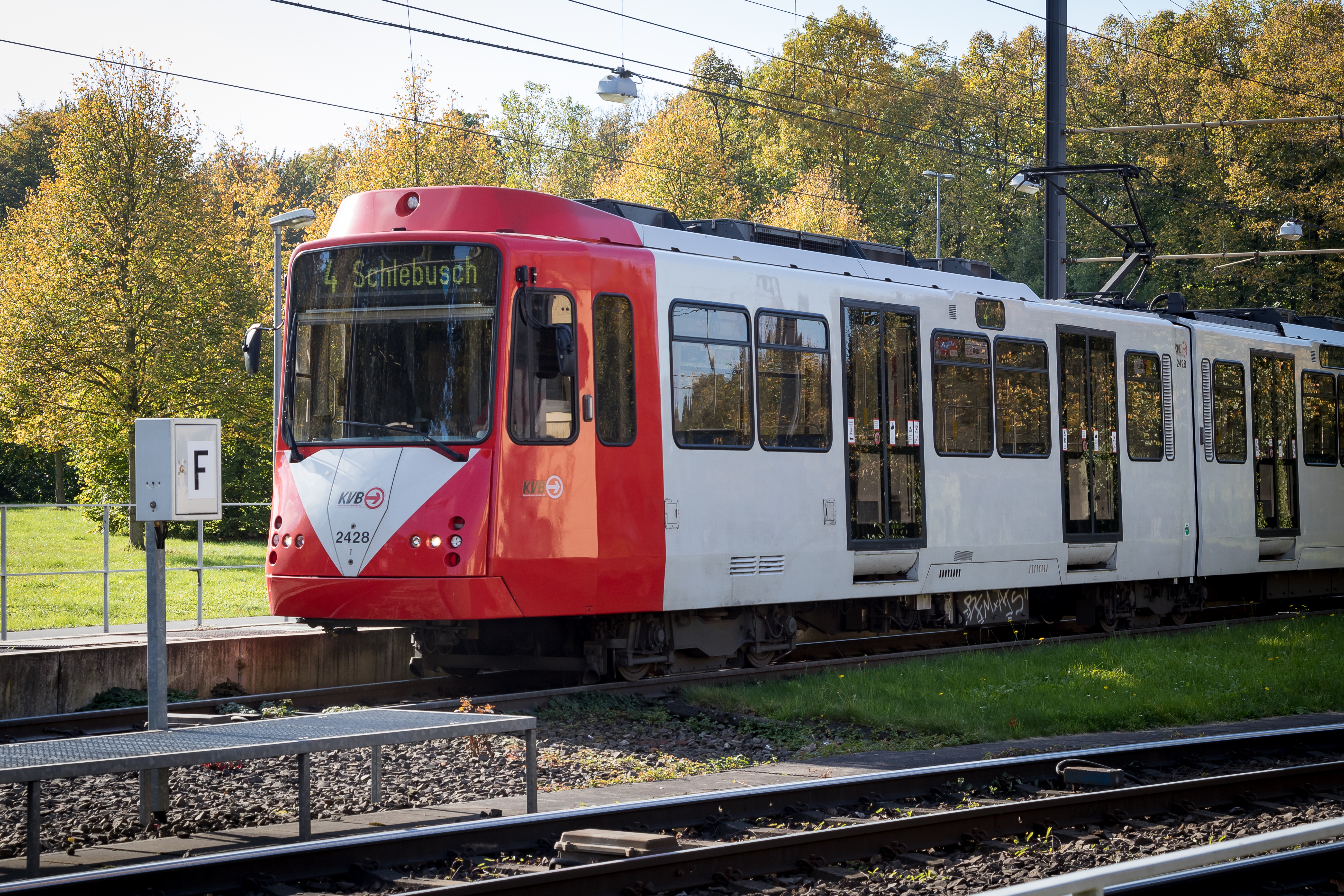
Modernisierter B-Wagen in Köln

Die Kölner Verkehrs-Betriebe (KVB) haben seit 2010 die umfassende Modernisierung von 28 B-Wagen der Baujahre 1984 und 1985 zum Typ K2400 begonnen. Für 1,6 Millionen Euro pro Fahrzeug werden eine Fahrerkabine, der Innenraum und die Frontgestaltung modernisiert sowie eine Temperierungsanlage eingebaut. Die zweite Fahrerkabine entfällt zugunsten eines vergrößerten Fahrgastraums, wodurch die Fahrzeuge analog der Serie 2200 nur noch in Doppeltraktion einsetzbar sind. Ein Prototyp wurde bis Juni 2011 gefertigt, seit 2012 sollten pro Jahr sieben Fahrzeuge umgebaut werden. Im Juni 2014 wurden die ersten beiden umgebauten Wagen des neuen Typs K2400 öffentlich vorgestellt und in Betrieb genommen; bis 2021 wurden alle 28 B-Wagen der Serie 2100 sukzessive umgebaut.

### Ausmusterung, Umbau und Neubau Dortmund
Die Dortmunder Stadtwerke (DSW21) beschlossen im Dezember 2013, die 64 B-Wagen des Typs B80C zu modernisieren und bis zu 26 neue Wagen zu bestellen. Die zehn aus Bonn übernommenen Wagen des Typs B100S wurden im Gegenzug ausgemustert. Geplant war ursprünglich, die Modernisierungen zwischen 2016 und 2025 durchzuführen. Im April 2018 wurde der Gesamtauftrag an die Unternehmen HeiterBlick und Kiepe Electric vergeben. Diese bauen 26 neue Stadtbahnwagen des Typs B80D. Der erste neue Wagen ist im Dezember 2022 eingetroffen; ab 2023 begann die Modernisierung der bestehenden Fahrzeuge. Dafür wurde Ende 2018 ein B80C/8 dem Auftragnehmer HeiterBlick zwecks Reverse Engineering zur Verfügung gestellt. Die neuen Fahrzeuge sollen von den modernisierten alten Fahrzeugen äußerlich nicht zu unterscheiden sein. Die Modernisierung umfasst Wärmedämmung, optimierte Belüftungsanlagen, klimatisierte Fahrerkabinen und größere und von allen Türen erreichbare Sondernutzungsflächen. Die Fahrgastinformation soll durch Monitore, Leitstreifen, farbliche LEDs und Lautsprecher an den Türen verbessert werden. Über die bestehende Luftfederung soll es künftig ermöglicht werden, die Fahrzeuge an den Haltestellen zwecks erhöhter Barrierefreiheit um einige Zentimeter abzusenken.

### Modernisierung Bochum
Die Bochum-Gelsenkirchener Straßenbahnen AG (BOGESTRA) führt in Kooperation mit Stadler Rail seit dem zweiten Quartal 2021 die Modernisierung ihrer 25 B-Wagen (Baujahr 1988–1993) durch. Die Fahrzeuge erhalten eine optische und technische Rundumerneuerung. Der Fahrerarbeitsplatz wird unter Berücksichtigung aktueller ergonomischer Erkenntnisse neu gestaltet. Die Leit- und Antriebstechnik wird erneuert und die Fahrgasttüranlagen werden auf den neuesten Standard gebracht. Die Fahrzeuge erhalten dann die Bezeichnung B-80 Neo. Im März 2024 kam der erste modernisierte Wagen bei der BOGESTRA an.

## B-Wagen in Deutschland
Legende:

80: Höchstgeschwindigkeit 80 km/h

100: Höchstgeschwindigkeit 100 km/h

C: Gleichstrommotor mit Chopper-Steuerung 

D: Drehstrommotor

S: Gleichstrommotor mit simaticgesteuertem Schaltwerk

/6: Sechsachser

/8: Achtachser
Hinweis zur Typenbezeichnung: Mit der Einführung von verschiedenen Antriebsarten ab 1981 in Düsseldorf, wurde neben der ursprünglichen Bezeichnung B100, der jeweilige Buchstabe zur entsprechenden Antriebs- oder Motorform ergänzt. Fortan wurden beispielsweise die B-Wagen der ersten Generation B100S genannt.
| Stadt               | Typ         | Bild | Baujahr(e) | Wagennummer                   | Bemerkungen |
| ------------------- | ----------- | ---- | ---------- | ----------------------------- | --- |
| Bochum              | B80D        |      | 1988–1993  | 6001–6025                     | ohne Klapptrittstufen, Außenschwingtüren (Modernisierung ab 2021) |
| Bonn (SWB)          | B100S       |      | 1973       | 7351                          | Prototyp, geknickte Frontscheibe, Schwenkschiebetüren, teilweise technische Abweichungen zur Serienproduktion (u. a. schwächere Motoren), ab 2003 Ersatzteilspender in Dortmund, im Sommer 2006 verschrottet |
| Bonn (SWB)          | B100S       |      | 1974–1977  | 7451–7467 7651–7654 7751–7760 | geknickte Frontscheibe, Schwenkschiebetüren, 13 Stück 2003 nach Dortmund verkauft; 2012–2023 zweiterstellt, Umbau der B100S zu B80C-ZE, 26 Wagen |
| Bonn (SWB)          | B100S       |      | 1984       | 8451–8456                     | Schwenkschiebetüren |
| Bonn (SWB)          | B100C       |      | 1993       | 9351–9364                     | Schwenkschiebetüren |
| Bonn (SSB)          | B100S       |      | 1975       | 7571–7578                     | geknickte Frontscheibe, Schwenkschiebetüren; 2012–2023 zweiterstellt, Umbau zu B80C-ZE |
| Bonn (SSB)          | B100S       |      | 1983/1984  | 8371–8378 8471                | Schwenkschiebetüren |
| Bonn (SSB)          | B100C       |      | 1993       | 9371–9376                     | Schwenkschiebetüren |
| Dortmund            | B80C/6 (B6) |      | 1986–1993  | 301–343                       | Außenschwingtüren, 343 von 1998 bis 2000 versuchsweise als B8 mit Kunststoff-Mittelteil |
| Dortmund            | B80C/8 (B8) |      | 1993/1994  | 344–354                       | Außenschwingtüren, als B6 geliefert, 1996 Umbau zu B8, 348 als erstes modernisiertes Fahrzeug im Sommer 2024 in Dortmund eingetroffen |
| Dortmund            | B80C/8 (B8) |      | 1998/1999  | 355–364                       | Außenschwingtüren, ab Werk als B8 geliefert |
| Dortmund            | B100S       |      | 1974       | 401–410                       | (ex SWB) geknickte Frontscheibe, ursprünglich druckluftbetriebene Schwenkschiebetüren (2007–2009 Einbau neuer elektrischer Schwenkschiebetüren von FTD), Umbau von 7467 zu 411 abgebrochen und 2013 verschrottet, 404 und 406 im Dezember 2023 verschrottet, verbleibende Fahrzeuge 2024 ausgemustert (Veräußerung von 403, 408 und 409 an die Berufsfeuerwehr vorgesehen, restliche Fahrzeuge im Sommer 2024 verschrottet) |
| Dortmund            | B80D        |      | 2021–2026  | 365–398                       | Auslieferung des ersten Fahrzeuges am 1. Dezember 2022, Aufnahme des Fahrgastbetriebs am 23. April 2024 |
| Düsseldorf          | B80D        |      | 1981       | 4001–4012                     | Falttüren, 4001 seit Unfall im Jahr 2001 nicht mehr in Betrieb, 4007, 4012 im Jahr 2024 und 4004, 4008 im Jahr 2025 verschrottet |
| Düsseldorf          | B80D        |      | 1986       | 4101–4104                     | Falttüren, Umbau aus Speisewagen, nur drei Doppeltüren pro Seite |
| Düsseldorf          | B80D        |      | 1984–1993  | 4201–4288                     | Falttüren |
| Duisburg            | B80C        |      | 1983       | 4701–4714                     | Falttüren |
| Duisburg            | B80C        |      | 1984       | 4715–4718                     | Falttüren, Umbau aus Speisewagen, nur drei Doppeltüren pro Seite |
| Essen               | B80C        |      | 1976       | 5101–5111                     | Schwenkschiebetüren, geknickte Frontscheibe, Umbau aus B100S |
| Essen               | B80C        |      | 1978       | 5121–5128                     | Falttüren, geknickte Frontscheibe, Umbau aus B100S |
| Essen               | B80C        |      | 1985       | 5141–5145                     | Falttüren |
| Köln                | B100S       |      | 1973       | 2001+2002                     | Prototypen, geknickte Frontscheibe, Schwenkschiebetüren, teilweise technische Abweichungen zur Serienproduktion (u. a. schwächere Motoren), verschrottet |
| Köln                | B100S       |      | 1976       | 2003–2029                     | geknickte Frontscheibe, Schwenkschiebetüren, 2012 als Museumswagen im Straßenbahnmuseum Köln-Thielenbruch, Rest bis 2009 verschrottet bzw. verkauft |
| Köln                | B100S       |      | 1977       | 2030–2039                     | geknickte Frontscheibe, Schwenkschiebetüren, bis auf die Wagen 2031, 2032 und 2035 seit 2009 verschrottet bzw. verkauft |
| Köln                | B80S        |      | 1977       | 2040–2049                     | geknickte Frontscheibe, Schwenkschiebetüren, bis auf Wagen 2049 seit 2009 verschrottet bzw. verkauft, Vmax 80 km/h |
| Köln                | B80S        |      | 1978       | 2050–2054                     | geknickte Frontscheibe, Schwenkschiebetüren, bis 2009 verschrottet bzw. verkauft, Vmax 80 km/h |
| Köln                | B100S       |      | 1977       | 2095–2099                     | geknickte Frontscheibe, Schwenkschiebetüren, bis 1992 KBE 2095–2099, bis 2009 verschrottet bzw. verkauft |
| Köln                | B100S       |      | 1984/1985  | 2101–2122                     | Schwenkschiebetüren, 2118 ausgemustert; von 2014 bis 2021 umgebaut |
| Köln                | B100S       |      | 1986       | 2192–2199                     | Schwenkschiebetüren, bis 1992 KBE 2192–2199, 2197 nicht mehr vorhanden; von 2014 bis 2021 umgebaut zur Reihe 2400 |
| Köln                | B80D        |      | 1987–1992  | 2201–2202 2203–2240           | nur ein Führerstand, Außenschwingtüren |
| Köln                | B80D        |      | 1988/1989  | 2251–2252 2253–2260           | nur ein Führerstand, Außenschwingtüren, Hersteller: Waggon Union |
| Köln                | B80D        |      | 1995/1996  | 2301–2333                     | Außenschwingtüren |
| Mülheim an der Ruhr | B100S       |      | 1976       | 5012–5016                     | Schwenkschiebetüren, geknickte Frontscheibe; Wagen 5012 2023 verschrottet |
| Mülheim an der Ruhr | B80S        |      | 1985       | 5031–5032                     | Schwenkschiebetüren |